# Darwin (sopka)
Darwin, pojmenovaný po britském přírodovědci Charlesi Darwinovi, je v současnosti neaktivní štítová sopka nacházející se v severní části ostrova Isabela, který patří do souostroví Galapágy. Sopka je ukončena kalderou s průměrem 5 km, jejíž dno je pokryto mladými lávovými proudy. Další mladě vypadající lávové proudy a dvě tufové kupy se nacházejí na svazích sopky. Na západní a východní straně sahají proudy až k pobřeží. Erupce nebyly nikdy přímo pozorovány, jejich stáří je odvozen na základě analýz uvedených lávových proudů.